# Ху Цзиньтао
Ху Цзиньта́о (кит. трад. 胡錦濤, упр. 胡锦涛, пиньинь Hú Jǐntāo; род. 21 декабря 1942, Цзянъянь, Тайчжоу) — китайский партийный и государственный деятель. Генеральный секретарь ЦК КПК с 2002 по 2012 год, Председатель КНР с 2003 по 2013 год, председатель Центрального военного совета КНР (и ЦК КПК с 2004 по 2012 год) с 2005 по 2013 год. Заместитель председателя КНР с 1998 года, зампред Центрвоенсовета с 1999 года, член Постоянного комитета Политбюро ЦК КПК с 14 созыва (с 1992 года), первый секретарь ЦК 14-15 созывов, член ЦК с 12 созыва с 1985 года (изначально кандидат в члены). В 1988—1992 годах — глава парткома КПК Тибетского автономного района, с 1985 года — глава парткома КПК провинции Гуйчжоу, в 1984—1985 годах — первый секретарь ЦК Комсомола Китая.

## Биография

### Ранние годы
По национальности ханец.
Родился 21 декабря 1942 года в уезде Тайсянь провинции Цзянсу, где его семья занималась торговлей чаем. Другой источник сообщал, что отец Ху был зажиточным чаепромышленником из Аньхоя, но к рождению сына почти полностью разорился. Корнями семья уходит в уезд Цзиси провинции Аньхой.
Как сообщалось в прессе, мать Ху умерла, когда ему было пять лет, и воспитанием мальчика занималась двоюродная бабушка Лю Бинся. По другим сведениям, из-за того, что семья Ху была бедной, его воспитывал дядя.
Утверждается, что в школе Ху учился в одном классе с будущим зятем Дэн Сяопина Чжан Хуном.
Без всякой протекции Ху в 1959 году смог поступить в престижный Университет Цинхуа в Пекине, учился на гидротехническом факультете, в 1964 году получил диплом инженера со специализацией по гидроэлектростанциям. Незадолго до этого, в апреле 1964 года, вступил в Коммунистическую партию Китая.

### Начало карьеры
Успешно сдав экзамены в аспирантуру своего факультета, Ху обучался там до 1965 года. Одновременно он получил партийное назначение на должность политинструктора факультета. В 1965—1968 годах занимался на факультете научно-исследовательской деятельностью.
Должности политинструктора Ху лишился после начала в 1966 году китайской «культурной революции». Отец Ху подвергся репрессиям, его чайный магазин был закрыт. Сам Ху, заклеймённый «буржуазным происхождением», в 1968 году был отправлен на «трудовое перевоспитание» в бедную провинцию Ганьсу на западе страны. Там с 1968 по 1969 год он был разнорабочим в строительной бригаде Люцзяского инженерного управления министерства водного хозяйства и электроэнергетики.
Затем Ху добился повышения и с 1969 по 1974 год был техником и секретарем отдела в четвертом инженерном управлении министерства водного хозяйства и электроэнергетики, заместителем секретаря объединенной партийной ячейки отдела. Принимал участие в строительстве двух гидроэлектростанций в верхнем течении реки Янцзы.
Ху много ездил по Ганьсу. Во время одной из инспекционных поездок в середине 1970-х годов на него обратил внимание тогдашний секретарь провинциального комитета КПК Сун Пин. Ху произвел благоприятное впечатление, и с тех пор Сун, который впоследствии вошел в высшее руководство КПК, покровительствовал его карьерному росту. Именно с середины 1970-х началось карьерное восхождение Ху.
В 1974—1975 годах секретарь Стройкомитета провинции Ганьсу, в 1975—1980 годах заместитель заведующего проектно-организационным отделом Стройкомитета, в 1980—1982 годах заместитель председателя Стройкомитета. Одновременно с сентября по декабрь 1982 года глава комсомольского комитета провинции Ганьсу.
В этот период произошла встреча, которой некоторые источники приписывают решающую роль для карьеры Ху. Случай свел его с бывшим однокурсником — сыном тогдашнего генерального секретаря ЦК КПК Ху Яобана, который и ввел его в круги партийной элиты.
В 1982—1984 годах член Секретариата (секретарь) ЦК КСМК и председатель Всекитайской федерации молодежи. Член Посткома ВК НПКСК 6 созыва. В 1984—1985 годах первый секретарь ЦК Коммунистического союза молодёжи Китая (КСМК).

### Секретарь парткома Гуйчжоу
В 1985 году Ху Цзиньтао был введен в состав ЦК КПК двенадцатого созыва и стал самым молодым его членом. Тогда же он был назначен главой парткома весьма бедной горной многонациональной юго-западной провинции Гуйчжоу и первым секретарём парткома военсовета провинции. Занимал обе эти должности до 1988 года. Ху был самым молодым из руководителей китайских провинций. В Гуйчжоу он проводил рыночные реформы.
В 1986 году в Китае проходили студенческие демонстрации, а генсек Ху Яобан поддержал требования их участников. После этого его сместили с должности и подвергли партийному осуждению. Ху Цзиньтао тогда последовал общему примеру и отрекся от покровителя.

### Секретарь парткома Тибета
Когда в 1988 году в Тибете произошел подъём антикитайских настроений, был поднят вопрос о назначении нового руководителя региона, и Ху добровольно вызвался занять эту должность. По некоторым данным, его перебросили в Тибет, так как он успел хорошо зарекомендовать себя в работе с национальными меньшинствами.
С 1988 по 1992 год Ху был секретарём партийного комитета Тибетского автономного региона и первым секретарём партийного комитета Тибетского военного округа. Ху стал первым китайским руководителем Тибета, не имевшим опыта военной службы. Ху плохо переносил горный климат Тибета, и потому руководство регионом зачастую осуществлял из-за его пределов. Это послужило одной из причин недовольства им со стороны тибетцев.
В начале 1989 года в регионе развернулись массовые беспорядки, которые Ху жёстко подавил. Было введено военное положение, использовались войска. Против демонстрантов применялся слезоточивый газ и боевые патроны. Кроме того, некоторые тибетцы были убеждены, что именно Ху стоял за смертью влиятельного духовного деятеля Панчен-ламы X в начале 1989 года (в иерархии тибетских буддистов Панчен-лама занимает второе место после Далай-ламы).
Решительные действия Ху в Тибете привлекли внимание и вызвали одобрение фактического руководителя Китая Дэн Сяопина. Есть мнение, что подавление тибетских волнений послужило своего рода репетицией для произошедших позднее в том же году тяньаньмэньских событий.
После смерти в апреле 1989 года Ху Яобана, в Пекине начали набирать силу акции протеста демократически настроенных студентов, в начале июня на площади Тяньаньмэнь они были подавлены с применением военной силы. Несколько сотен демонстрантов были убиты. Тибет во время тяньаньмэньских беспорядков оставался спокойным, и Ху одним из первых направил центральному руководству телеграмму с выражением поддержки решительным мерам по подавлению «контрреволюционного мятежа».
Для КПК события 1989 года стали серьезным потрясением и заставили партийных лидеров во главе с Дэн Сяопином искать пути к обновлению, к поиску более молодых, но лояльных генеральной линии руководителей. В разгаре тяньаньмэньских событий Дэн поместил под домашний арест генерального секретаря ЦК КПК Чжао Цзыяна и заменил его на секретаря Шанхайского городского комитета Цзян Цзэминя. Получив атрибуты власти, Цзян до самой кончины Дэна в 1997 году оставался во многом несамостоятельным, зависимым политиком. Что касается Ху, то он оказался наиболее перспективным представителем «четвертого поколения» китайских руководителей и якобы уже в конце 1980-х — начале 1990-х годов был взят Дэном на заметку как потенциальный преемник Цзяна. Определение Ху в преемники Цзяну называют последним политическим наследием Дэна.

### Ректор партшколы и партийный рост
В 1992 году Ху, работавшему в Пекине всë из-за того же тяжёлого для него тибетского климата, было поручено заняться подготовкой назначенного на тот же год четырнадцатого съезда КПК. На этом съезде его давний покровитель Сун Пин ушёл в отставку со всех постов, предварительно договорившись, что его место в Политбюро и постоянном комитете отойдёт к Ху. В 1992 году Ху стал сразу не только членом Политбюро ЦК КПК, но и вошёл в его Постоянный комитет, также он стал первым по перечислению членом секретариата ЦК КПК. В Политбюро ему было поручено курировать вопросы партийного строительства и расстановки кадров.
В декабре 1992 года он также занял должность ректора Партийной школы при ЦК КПК, которую возглавлял затем на протяжении девяти лет. В 1992—2002 годах он также возглавлял малую руководящую группу по партстроительству.
В последующий период, находясь в высшем эшелоне власти, Ху умело избегал конфронтации с другими партийными деятелями и сумел не обзавестись врагами. Именно поэтому он сохранял за собой позицию преемника Цзяна в течение десятилетия. Считалось, что залогом успешной карьеры Ху стала его готовность к беспрекословному выполнению указаний вышестоящего руководства. Он воздерживался от лишней самостоятельности и неизменно придерживался генеральной линии партии.
В 1997 году по итогам пятнадцатого съезда КПК он был переизбран на занимаемые им должности. В марте 1998 года он его избрали заместителем председателя КНР. В 1999 году на 4-м Пленуме ЦК КПК 15 созыва он также стал заместителем председателя Центрального военного совета (ЦВС) КПК и затем в том же году — Центрального военного совета КНР.
Широкую известность получило выступление Ху Цзиньтао на национальном телевидении в 1999 году. Тогда в Белграде силами НАТО было разбомблено посольство КНР. Ху произнёс по этому поводу гневную речь и санкционировал проведение демонстраций у американского и британского посольств в Пекине.
Осенью 2001 года, подразумеваясь в роли кандидата на высший партийный пост Китая, он совершил «ознакомительное» турне, посетив Великобританию, Францию, Германию и Россию, весной 2002 года совершил визит в США.

### Руководитель КНР
В ноябре 2002 года на 1-м послесъездовском (XVI съезд КПК) пленуме ЦК КПК 16-го созыва Ху Цзиньтао был избран генеральным секретарем ЦК КПК, сменив в этой должности Цзян Цзэминя. На том же пленуме за исключением самого Ху Цзиньтао все остальные члены предыдущего постоянного комитета ЦК КПК во главе с Цзян Цзэминем ушли в отставку.
Ху Цзиньтао стал самым молодым китайским лидером с того момента, как в 1949 году к власти пришёл Мао Цзэдун. Став генсеком ЦК КПК, он продолжал занимать посты зампреда КНР и зампреда ЦВС, до декабря 2002 года оставался ректором Партийной школы при ЦК КПК.
Хотя Цзян Цзэминь ушёл с поста генерального секретаря и из Постоянного комитета Политбюро, ходили слухи, что он сохранит значительное влияние, поскольку Ху из фракции Туаньпай не был связан с влиятельной шанхайской кликой Цзяна, к которой, как считалось, относились шесть из девяти членов Постоянного комитета. Однако более поздние события показали, что многие из членов изменили свои позиции.
В марте 2003 года на сессии Всекитайского собрания народных представителей (ВСНП) Ху Цзиньтао был избран председателем КНР. Тогда же в должности премьера Госсовета КНР Чжу Жунцзи сменил Вэнь Цзябао.
Хотя в 2002—2003 годах представители «четвёртого поколения» китайских руководителей заняли руководящие посты в партии и государстве, Цзян Цзэминь сохранял за собой должность главы ЦВС — верховного главнокомандующего НОАК.
Процесс передачи власти Ху от Цзяна завершился лишь к 2005 году: в 2004 году Ху стал председателем ЦВС КПК, а годом позже — председателем ЦВС КНР.
Когда Ху поднялся к вершине китайской власти, зарубежные наблюдатели не могли сказать что-либо определённое о его персональном политическом кредо. Сходились лишь в том, что он сторонник курса реформ, но при этом некоторые пытались увидеть в нём едва ли не потенциального «великого реформатора».
Широкое одобрение на Западе получила китайская правительственная кампания 2003 года по борьбе с атипичной пневмонией. Кампания была непривычно открытой для китайского руководства, было разрешено подробное освещение происходящего в прессе, в отставку были отправлены министр здравоохранения и глава пекинского горкома. Также сообщалось, что делаются шаги по пересмотру китайской практики лишения свободы во внесудебном порядке.
Будучи не понаслышке знакомым с трудностями жизни и растущим недовольством в бедных регионах страны, Ху посещал беднейших представителей крестьянства, монгольских пастухов, шахтёров, докеров. Он всячески культивировал образ скромности (к примеру, иногда ездил на работу на велосипеде), отменил тщательно спланированные правительственные церемонии, существовавшие при его предшественниках. Скромность и добродушие главы государства вызывали симпатию у бедной части китайцев и частично уравновешивали растущий отрыв по уровню жизни между бедными и обеспеченными.
Ху довольно быстро дал понять, что радикальных реформ по западному образцу проводить не будет и что он намерен твёрдо придерживаться заданного ранее курса. Тем не менее, в конце его правления (март 2012 года) была проведена по западному образцу модернизация Уголовно-процессуального кодекса: бремя доказывания возложено на прокуратуру (по частному обвинению на частного обвинителя), введено обязательное исключение доказательств, полученных незаконным путём (под пытками, с использованием насилия, угроз и т. п.), введена защита свидетелей.
Он развернул кампанию по изучению доктрины Цзяна о «трёх представительствах», тем самым укрепляя преемственность и утверждая авторитет партии. На шестнадцатом съезде партии эта доктрина, предписывающая включение в состав КПК китайских предпринимателей, получила отражение в уставе партии, а сам Цзян был включён в число главных идеологических авторитетов.
При Ху была развернута политическая кампания, в рамках которой все члены партии были обязаны изучать идеологические материалы и письменно свидетельствовать лояльность руководству. Внутри партии председатель КНР умело находил баланс между противоборствующими фракциями. Он поощрял оба главных направления: «правое», которое выступало за бо́льшую открытость общества, ускорение реформ банковской системы и частной собственности, и «левое», которое боролось за сокращение реформ и иностранного влияния, перераспределение богатства, субсидирование бедных крестьянских слоёв.
Внутриполитический курс Ху имел две главные составляющие: продолжение реформ в экономике и сохранение традиционной политики КПК в общественной сфере. Экономическая либерализация сочеталась с достаточно жёстким социальным контролем, цензурой и пресечением любых угроз власти Компартии. Большое внимание Ху уделял ограничениям на распространение информации в интернете — в частности, в блогах китайских пользователей.
Во внешней политике китайское руководство проводило умеренный курс, поддерживая шестисторонние переговоры по урегулированию северокорейской ядерной проблемы и избегая «торговых войн» с США и Европой. В отличие от Цзяна, который концентрировал внешнеполитические усилия на США, Ху постарался создать противовес путём сближения с ЕС и странами других регионов. Европейцы на сближение не пошли, зато были налажены связи с Венесуэлой, Ираном, Канадой и Австралией.
Традиционно важной для китайской политики и китайско-американских отношений оставалась тема Тайваня. В начале работы Ху в качестве главы страны наблюдатели отмечали, что от него следовало ожидать более жёсткой линии в этом вопросе, чем та, которую проводил Цзян. Впоследствии китайский лидер неоднократно демонстрировал решимость всеми силами противостоять «сепаратистским силам» Тайваня и продолжать курс на воссоединение Китая. В частности, в рамках осуществления этой политики 14 марта 2005 года в КНР вступил в силу «Закон о противодействии расколу государства».
Внутри страны Ху создавал собственную политическую базу, назначая на посты в разных частях Китая своих старых соратников по работе в КСМК. Кульминацией этого процесса стало утверждение в октябре 2007 года на семнадцатом съезде нового состава постоянного комитета Политбюро, преимущественно состоявшего из союзников Ху. Эксперты отмечают значительное укрепление власти у Цзиньтао по итогам XVII съезда партии. Как отмечается экспертами, дополнение концепцией научного развития Ху Цзиньтао концепции социалистического гармоничного общества, являвшейся основным лозунгом в период между XVI и XVII съездами, и её включение в идеологическую основу партийных документов наряду с теорией Дэн Сяопина и «идеей трёх представительств» Цзян Цзэминя придало Ху Цзиньтао высшую степень не только политической, но и идеологической легитимности.
15 марта 2008 года на съезде ВСНП Ху Цзиньтао был переизбран на второй пятилетний срок на посту председателя КНР. Си Цзиньпин, его протеже и предполагаемый преемник, тогда же был избран заместителем председателя республики. Ранее, в феврале, Си был назначен ответственным за подготовку к Олимпиаде в Пекине, которую открывал Ху.
Переизбрание Ху произошло на фоне роста напряжённости вокруг Тибета. Проходили антикитайские акции протеста в Тибете, других областях Китая со значительным тибетским населением, а также в зарубежных странах. В КНР протесты привели к столкновениям с властями и человеческим жертвам. Ранее, в 2007 году, начался очередной кризис в отношениях между пекинским руководством и правительством Тибета в изгнании во главе с Далай-ламой XIV. Точкой столкновения послужил вопрос об избрании Далай-лам и других иерархов тибетского буддизма: китайское руководство хотело получить право на утверждение очередных реинкарнаций лам.
Другим очагом напряжённости в конце 2000-х годов стал Синьцзян-Уйгурский автономный район, где в июле 2009 года произошли столкновения между местным китайским населением и уйгурами, в связи с чем Ху даже был вынужден отказаться от участия в очередной встрече лидеров стран «Большой восьмёрки».
В то же время Ху пытался улучшить отношения с Тайванем. Так, ещё в 2005 году он выступил за мирное объединение Тайваня и КНР с «опорой на сознательность самого народа Тайваня». После этого глава КНР несколько раз встречался с лидерами одной из крупнейших тайваньских партий «Гоминьдан» (так, 29 апреля 2005 года впервые за 60 лет состоялась встреча верховных лидеров двух партий), а после прихода к власти на Тайване представителя «Гоминьдана» Ма Инцзю в 2008 году впервые за тринадцать лет были созданы специальные группы для сотрудничества между двумя сторонами. 31 декабря 2008 года Ху выступил с шестью программными тезисами касательно отношений КНР и Тайваня, предполагавшими укрепление культурных и коммерческих связей, начало переговоров о мирном соглашении и даже «'умеренное' участие Тайваня в международных организациях, в том случае если оно не будет способствовать формированию и развитию ситуации 'двух Китаев' или 'одного Китая и одного Тайваня'». Символичным в этой связи стал также состоявшийся в конце июля 2009 года первый в истории обмен прямыми посланиями между главами КНР и Тайваня.
На заседании по случаю 30-й годовщины 3-го пленума съезда КПК 11-го созыва Ху Цзиньтао констатировал, что необходимо заимствовать полезные плоды политической культуры человечества, но не копировать западные модели политической системы.
В преддверии 60-й годовщины образования Нового Китая (сент. 2009) Ху Цзиньтао указывал, что Китай по-прежнему остаётся развивающейся страной, находится и будет долго находиться в начальной стадии социализма.
При Ху продолжалось укрепление статуса Китая как экономической сверхдержавы. В 2011 году КНР обошла Японию по размеру валового внутреннего продукта, составившего 5,8 триллиона долларов, и вышла на второе место по этому показателю после США. Отмечались и другие успехи: Китай вышел на первое место в мире по протяжённости скоростных линий железных дорог и начал активные инвестиции в экономику Африки, став самым крупным торговым партнёром стран этого континента. Вместе с тем эксперты отмечали, что хотя Ху и объявил целью создание «гармоничного» общества, сконцентрировав усилия по модернизации экономики не только шанхайского региона, но и отсталых центральной и западной частей Китая, эта задача не была выполнена, в Китае выросло социальное расслоение, а китайское руководство из опасения за внутреннюю стабильность было вынуждено увеличивать траты на армию и полицию. Кроме того, после мирового экономического кризиса 2008—2009 годов китайская экономика замедлила темп роста: если с 1970-х годов рост ВВП составлял не менее 10 процентов в год, то в 2012 году он, по прогнозам, должен был составить 7,5 процента. Опасения у инвесторов вызывал и кризис на рынке строительства и недвижимости КНР.
Как и ожидалось, в ноябре 2012 года на XVIII съезде КПК Ху Цзиньтао вышел из состава ЦК партии, а 15 ноября на пленуме ЦК КПК новым генеральным секретарем и председателем ЦВС Компартии Китая был избран Си Цзиньпин (ему же Ху Цзиньтао уступил пост председателя КНР в 2013 году). На XVIII съезде имя Ху Цзиньтао было внесено в Устав КПК в качестве главного представителя китайских коммунистов со времени XVI съезда КПК, соответственно, после Мао Цзэдуна, Дэн Сяопина и Цзян Цзэминя.

### После отставки
После выхода на пенсию Ху вёл сдержанную жизнь, редко появляясь на публике. В сентябре 2013 года Ху посетил родовой дом в Хуаншане, Аньхой, хотя эта поездка не освещалась государственными СМИ. В апреле 2014 года он посетил Университет Хунани и другие исторические места. В октябре 2017 года Ху участвовал в XIX съезде КПК. Он также посетил 70-ю годовщину Китайской Народной Республики в октябре 2019 года и 100-ю годовщину Коммунистической партии Китая в июле 2021 года.
22 октября 2022 года во время церемонии закрытия XX съезда КПК Ху Цзиньтао под руки вывели из зала заседаний. По сообщению государственного агентства Синьхуа, причиной этого стало его плохое самочувствие, в то время как зарубежные СМИ рассуждали о том, действительно ли Ху болен или это был преднамеренный политический сигнал Си. На финальной части заседания политик уже не присутствовал. Инцидент не транслировался в Китае, а имена Ху и его сына были заблокированы в интернете китайскими цензорами.
После смерти своего предшественника Цзян Цзэминя Ху был назначен членом похоронного комитета, заняв 36-е место в списке из более чем 700 имен. Ху Цзиньтао появился на публике вместе с Си Цзиньпином 5 декабря 2022 года, присутствуя на церемонии прощания перед кремацией тела Цзяна на революционном кладбище Бабаошань, где его сопровождал помощник.

## Семья

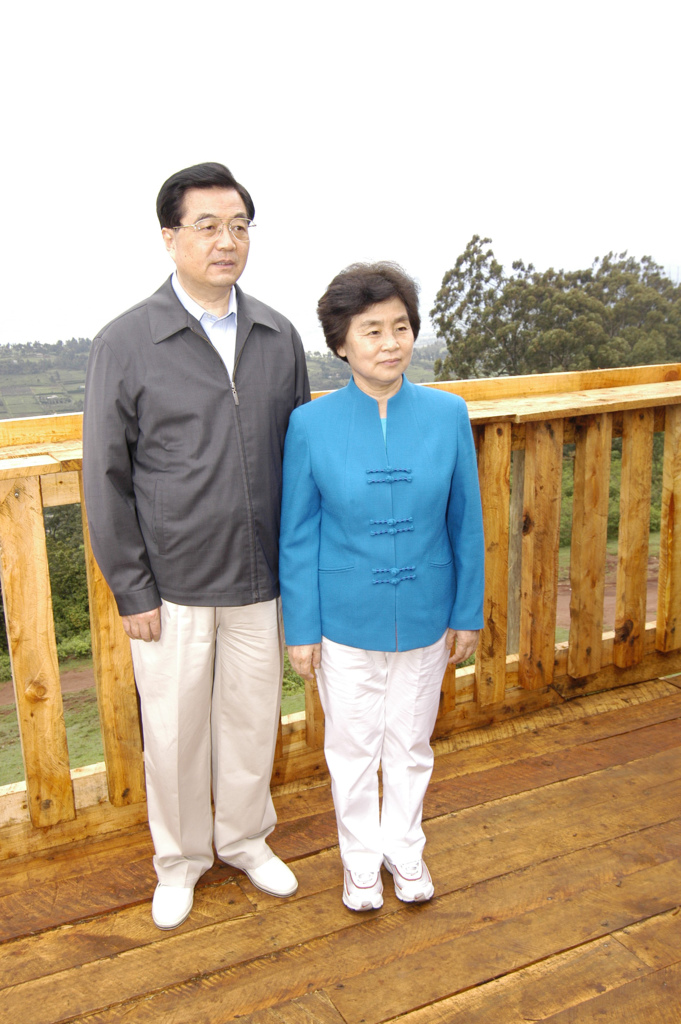
Председатель Ху Цзиньтао с супругой

- Жена — Лю Юнцин (кит. трад. 劉永清, упр. 刘永清, пиньинь Liú Yǒngqīng; род. 3 октября 1940, провинция Шаньдун) в 1965 году окончила Университет Цинхуа по специальности «Энергетические гидроузлы». Работала техником и инженером в области гидроэлектроэнергетики, капитального строительства и городского планирования. Работала в структуре китайского коммунистического союза молодёжи (Молодёжное туристическое агентство), затем в Пекинском городском комитете КПК.
- Сын — Ху Хайфэн (кит. 胡海峰, пиньинь Hú Hǎifēng) родился в 1970 году, окончил Университет Цинхуа. С 1990 года занимается бизнесом. До 2008 года возглавлял компанию Nuctech, крупного производителя сканеров для аэропортов. В настоящее время является секретарем партийной организации корпорации Tsinghua Holdings.
- Дочь — Ху Хайцин (кит. 胡海清, пиньинь Hú Hǎiqīng) родилась в 1972 году, также является выпускницей Университета Цинхуа. С 2003 года замужем за известным китайским бизнесменом Мао Даолинем (кит. 茅道临, пиньинь Máo Dàolín).

## Награды
- Кавалер Большого креста с бриллиантами ордена «Солнце Перу» (Перу, 2008 год)[38]
- Кавалер ордена князя Ярослава Мудрого I степени (Украина, 31 августа 2010 года) — за выдающийся личный вклад в развитие украинско-китайского сотрудничества[39]
- Национальный орден Хосе Марти (Куба)[40]
- Орден «Первый Президент Туркменистана Великий Сапармурат Туркменбаши» (Туркменистан, 2008 год)[41]
- Самый влиятельный человек 2010 года по версии журнала Forbes

## Восемь добродетелей и восемь пороков

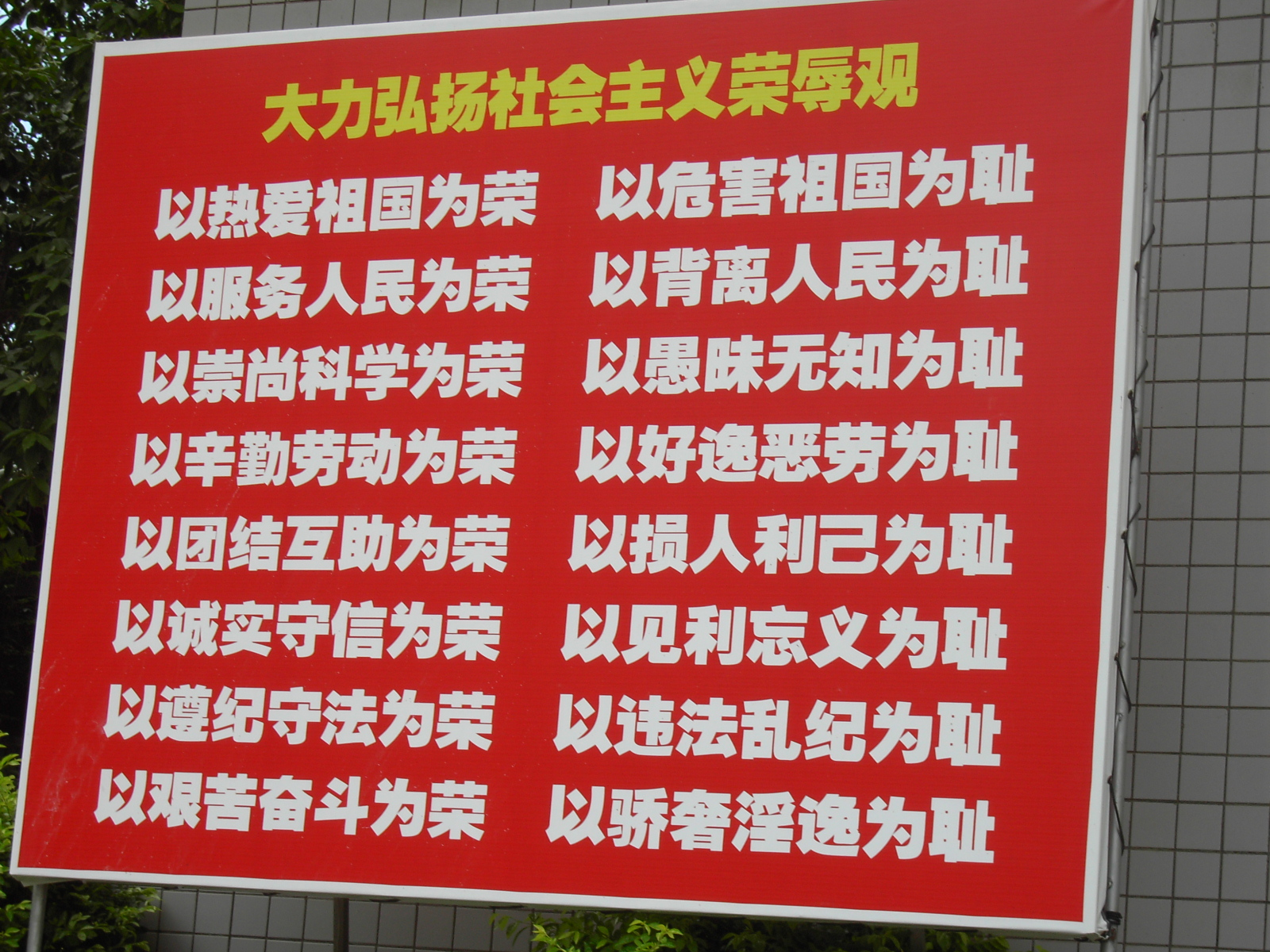
«Восемь добродетелей и восемь пороков» на баннере у одной из школ Хайкоу

4 марта 2006 года представил список моральных принципов гражданина КНР, который стал известен под названием «Восемь добродетелей и восемь пороков». Этот список появился на плакатах и стендах в общественных местах. 18 октября 2006 года правительственное информационное агентство Синьхуа опубликовало на своём веб-сайте перевод заповедей Ху Цзиньтао на английский язык:
- Love the country; do it no harm. (Любите родину; не наносите ей вреда)
- Serve the people; never betray them. (Служите людям; никогда не предавайте их)
- Follow science; discard ignorance. (Следуйте науке; отбросьте невежество)
- Be diligent; not indolent. (Будьте прилежными, а не ленивыми)
- Be united, help each other; make no gains at others' expense. (Будьте сплочëнными, помогайте друг другу; не наживайтесь за счёт других)
- Be honest and trustworthy; do not sacrifice ethics for profit. (Будьте честными и надëжными; не жертвуйте этикой ради прибыли)
- Be disciplined and law-abiding; not chaotic and lawless. (Будьте дисциплинированными и законопослушными, а не беспорядочными и беззаконными)
- Live plainly, work hard; do not wallow in luxuries and pleasures. (Живите просто, трудитесь усердно; не погрязайте в роскоши и удовольствиях)